# Трелипе (тауншип, Миннесота)
Трелипе (англ. Trelipe) — тауншип в округе Касс, Миннесота, США. На 2000 год его население составило 174 человека.

## География
По данным Бюро переписи населения США площадь тауншипа составляет 183,6 км², из которых 172,9 км² занимает суша, а 10,6 км² — вода (5,80 %).

## Демография
По данным переписи населения 2000 года здесь находились 174 человека, 81 домохозяйство и 52 семьи. Плотность населения —  1,0 чел./км². На территории тауншипа расположено 271 постройка со средней плотностью 1,6 построек на один квадратный километр. Расовый состав населения: 98,28 % белых и 1,72 % коренных американцев.
Из 81 домохозяйства в 14,8 % воспитывались дети до 18 лет, в 53,1 % проживали супружеские пары, в 4,9 % проживали незамужние женщины и в 35,8 % домохозяйств проживали несемейные люди. 28,4 % домохозяйств состояли из одного человека, при том 13,6 % из — одиноких пожилых людей старше 65 лет. Средний размер домохозяйства — 2,15, а семьи — 2,44 человека.
13,8 % населения — младше 18 лет, 5,7 % — в возрасте от 18 до 24 лет, 22,4 % — от 25 до 44, 33,9 % — от 45 до 64, и 24,1 % — старше 65 лет. Средний возраст — 52 года. На каждые 100 женщин приходилось 91,2 мужчин. На каждые 100 женщин старше 18 приходилось 100,0 мужчин.
Средний годовой доход домохозяйства составлял 30 208 долларов, а средний годовой доход семьи —  36 875 долларов. Средний доход мужчин —  29 167  долларов, в то время как у женщин — 14 375. Доход на душу населения составил 16 671 доллар. За чертой бедности находились 9,5 % семей и 14,1 % всего населения тауншипа, из которых 22,2 % младше 18 и 23,5 % старше 65 лет.